# Česká florbalová extraliga žen 2009/2010
Česká florbalová extraliga žen 2009/2010 byla 16. ročníkem nejvyšší ženské florbalové soutěže v Česku.
Vítězem ročníku se počtvrté v řadě stal tým Herbadent Tigers SJM (dříve Děkanka) po porážce týmu FBŠ Bohemians ve finále.
Pro finanční problémy nebyl do tohoto ročníku přihlášen ženský tým SSK Future, který v loňském ročníku skončil na 6. místě. Další dva týmy FBK Jičín a Panthers Otrokovice, které měli postoupit do Extraligy, nepodaly přihlášky a zůstaly v druhé nejvyšší lize. Ostatní týmy v druhé nejvyšší lize také neměly zájem postoupit, proto FBS Olomouc a TJ Sokol Brno Židenice, které po loňském ročníku měly sestoupit a mají v druhé nejvyšší lize své "B týmy", zůstaly v Extralize.
Z důvodu zrušení baráže a rozšíření počtu týmů Extraligy z 9 na 11 nesestoupil v tomto ročníku žádný tým. Soutěž byla v příštím ročníku naopak rozšířena o týmy SK Praha 4 Děkanka Praha a FBK 001 Trutnov.

## Základní část

### Nadstavba
V nadstavbě hrálo prvních pět týmů jednokolově každý s každým s tím, že se započítaly výsledky všech utkání ze základní části. Do play-off postoupily čtyři z pěti celků.
- 20. 2. 2010 19:00, Bohemians – Liberec 7 : 3 (4:1, 0:1, 3:1)
- 20. 2. 2010 20:00, Vítkovice – Ostrava 2 : 1 ts (0:0, 0:1, 1:0 – 0:0)
- 27. 2. 2010 15:00, Liberec – Ostrava 6 : 5 (1:0, 2:3, 3:2)
- 28. 2. 2010 12:15, Tigers – Vítkovice 3 : 4 (2:0, 0:3, 1:1)
- 28. 2. 2010 15:00, Ostrava – Bohemians 2 : 6 (0:2, 1:0, 1:4)
- 24. 3. 2010 18:00, Tigers – Bohemians 7 : 3 (0:0, 5:0, 2:3)
- 26. 3. 2010 14:00, Bohemians – Vítkovice 5 : 2 (0:1, 2:0, 3:1)
- 26. 3. 2010 18:00, Liberec – Tigers 1 : 6 (1:1, 0:1, 0:4)
- 14. 3. 2010 14:15, Vítkovice – Liberec 5 : 6 (3:1, 0:2, 2:3)
- 14. 3. 2010 14:55, Ostrava – Tigers 10 : 5 (4:0, 3:4, 3:1)

### Konečná tabulka základní a nadstavbové části
| Poř. | Tým                             | Z  | V  | VP | PP | P  | VG  | OG  | B  |
| ---- | ------------------------------- | -- | -- | -- | -- | -- | --- | --- | -- |
| 1.   | Herbadent Tigers SJM            | 20 | 16 | 2  | 0  | 2  | 146 | 53  | 52 |
| 2.   | FBŠ Bohemians                   | 20 | 15 | 0  | 3  | 2  | 136 | 53  | 48 |
| 3.   | 1. SC WOOW Vítkovice            | 20 | 9  | 3  | 1  | 7  | 90  | 80  | 34 |
| 4.   | PRESTIGE Floorball club Liberec | 20 | 10 | 1  | 1  | 8  | 102 | 88  | 33 |
| 5.   | FBC BiX Ostrava                 | 20 | 9  | 1  | 1  | 9  | 80  | 87  | 30 |
| 6.   | Elite Praha                     | 16 | 7  | 2  | 1  | 6  | 82  | 79  | 26 |
| 7.   | TJ JM Chodov                    | 16 | 4  | 1  | 1  | 10 | 47  | 67  | 15 |
| 8.   | TJ Sokol Brno Židenice          | 16 | 1  | 0  | 1  | 14 | 34  | 112 | 4  |
| 9.   | FBS Olomouc                     | 16 | 1  | 0  | 1  | 14 | 32  | 131 | 4  |

## Vyřazovací boje

### Pavouk
|  | Semifinále (na zápasy)          | Semifinále (na zápasy) |                      |   | Finále (na zápasy) | Finále (na zápasy) |
|  |                                 |                        |                      |   |                    |                    |
|  |                                 |                        |                      |   |                    |                    |
|  | Herbadent Tigers SJM            | 3                      |                      |   |                    |                    |
|  | Herbadent Tigers SJM            | 3                      |                      |   |                    |                    |
|  | PRESTIGE Floorball club Liberec | 0                      |                      |   |                    |                    |
|  | PRESTIGE Floorball club Liberec | 0                      | Herbadent Tigers SJM | 3 |                    |                    |
|  |                                 |                        | Herbadent Tigers SJM | 3 |                    |                    |
|  |                                 | FBŠ Bohemians          | 0                    |   |                    |                    |
|  | FBŠ Bohemians                   | FBŠ Bohemians          | 0                    | 3 |                    |                    |
|  | FBŠ Bohemians                   |                        |                      | 3 |                    |                    |
|  | 1. SC WOOW Vítkovice            | 0                      |                      |   |                    |                    |

### Semifinále
Herbadent Tigers SJM – PRESTIGE Floorball club Liberec 3 : 0 na zápasy – Zpráva
- 20. 3. 2010 18:00, Tigers – Liberec 4 : 13 (2:0, 1:0, 1:1)
- 21. 3. 2010 13:00, Tigers – Liberec 9 : 13 (3:0, 4:1, 2:0)
- 27. 3. 2010 18:00, Liberec – Tigers 3 : 13 (0:2, 3:7, 0:4)

FBŠ Bohemians – 1. SC WOOW Vítkovice 3 : 0 na zápasy – Zpráva
- 20. 3. 2010 19:30, Bohemians – Vítkovice 5 : 4ts (0:2, 2:1, 2:1, 0:0)
- 21. 3. 2010 15:00, Bohemians – Vítkovice 4 : 1 (2:0, 0:0, 2:1)
- 27. 3. 2010 19:30, Vítkovice – Bohemians 5 : 7 (1:2, 3:4, 1:1)

### Finále
Herbadent Tigers SJM – FBŠ Bohemians 3 : 0 na zápasy – Zpráva
- 14. 4. 2010 16:00, Tigers – Bohemians 6 : 2 (1:2, 2:0, 3:0)
- 15. 4. 2010 16:00, Tigers – Bohemians 6 : 2 (0:1, 2:0, 4:1)
- 10. 4. 2010 16:00, Bohemians – Tigers 2 : 5 (1:1, 0:0, 1:4)

### Konečná tabulka
| Pořadí           | Tým                             |
| ---------------- | ------------------------------- |
| Zlatá medaile    | Herbadent Tigers SJM            |
| Stříbrná medaile | FBŠ Bohemians                   |
| Bronzová medaile | 1. SC WOOW Vítkovice            |
| 4.               | PRESTIGE Floorball club Liberec |

## Boje o udržení
V prvním kole hrály 6. s 9. a 7. s 8. týmem po základní části. Vítězná družstva zůstala v Extralize a poražená hrála druhé kolo. Poražení z druhého kola hráli baráž.

### Pavouk
|  | 1. kolo                | 1. kolo     |                        |   | 2. kolo | 2. kolo |
|  |                        |             |                        |   |         |         |
|  |                        |             |                        |   |         |         |
|  | TJ JM Chodov           | 3           |                        |   |         |         |
|  | TJ JM Chodov           | 3           |                        |   |         |         |
|  | TJ Sokol Brno Židenice | 1           |                        |   |         |         |
|  | TJ Sokol Brno Židenice | 1           | TJ Sokol Brno Židenice | 1 |         |         |
|  |                        |             | TJ Sokol Brno Židenice | 1 |         |         |
|  |                        | FBS Olomouc | 3                      |   |         |         |
|  | Elite Praha            | FBS Olomouc | 3                      | 3 |         |         |
|  | Elite Praha            |             |                        | 3 |         |         |
|  | FBS Olomouc            | 1           |                        |   |         |         |

### 1. kolo
Elite Praha – FBS Olomouc 3 : 1 na zápasy – Zpráva
- 20. 2. 2010 19:15, Elite – Olomouc 11 : 2 (2:1, 5:1, 4:0)
- 21. 2. 2010 10:50, Elite – Olomouc 19 : 2 (2:0, 3:1, 4:1)
- 26. 2. 2010 20:45, Olomouc – Elite 15 : 4 (1:1, 3:2, 1:1)
- 27. 2. 2010 21:00, Olomouc – Elite 16 : 1 (1:2, 0:1, 0:3)

TJ JM Chodov – TJ Sokol Brno Židenice 3 : 1 na zápasy – Zpráva
- 20. 2. 2010 19:00, Chodov – Židenice 6 : 2 (1:1, 3:0, 2:1)
- 21. 2. 2010 18:45, Chodov – Židenice 6 : 3 (2:1, 0:1, 4:1)
- 27. 2. 2010 19:00, Židenice – Chodov 6 : 5 (3:2, 2:2, 1:1)
- 28. 2. 2010 13:00, Židenice – Chodov 3 : 4 (1:3, 0:0, 2:1)

### 2. kolo
TJ Sokol Brno Židenice – FBS Olomouc 1 : 3 na zápasy – Zpráva
- 13. 3. 2010 20:00, Židenice – Olomouc 3 : 8 (2:4, 1:0, 0:4)
- 14. 3. 2010 13:00, Židenice – Olomouc 8 : 4 (3:0, 2:1, 3:3)
- 20. 3. 2010 18:00, Olomouc – Židenice 5 : 3 (0:2, 1:1, 4:0)
- 21. 3. 2010 16:00, Olomouc – Židenice 8 : 4 (1:1, 3:0, 4:3)

Olomouc zůstala v Extralize.

### Baráž
Protože do baráže sestoupil tým Brna Židenic "A" a z první ligy postoupily do baráže týmy Jihlavy a hlavně Brna Židenic "B", byla baráž z rozhodnutí ligové komise České florbalové unie zrušena.
Ale z důvodu plánovaného rozšíření počtu týmů z 9 na 12 pro příští ročník soutěže, v ní nadále zůstal tým Brna Židenic "A", a do Extraligy měly postoupit týmy SK Praha 4 Děkanka Praha, FbC Žďár nad Sázavou a FBŠ AL INVEST Jihlava. Žďár a Jihlava nakonec své týmy nepřihlásily a místo nich hrál tým FBK 001 Trutnov.

## Nejužitečnější hráčky
Nejužitečnějšími hráčkami Extraligy byly zvoleny:
1. Eliška Křížová (FBŠ Bohemians)
2. Tereza Urbánková (1. SC WOOW Vítkovice)
3. Magdalena Šindelová (Herbadent Tigers SJM)